# Trzeci rząd Antoniego Pająka
Trzeci rząd Antoniego Pająka – gabinet pod kierownictwem premiera Antoniego Pająka, istniał od 9 października 1963 do 14 czerwca 1965 roku.

## Skład rządu
- Antoni Pająk – prezes Rady Ministrów
- Aleksander Zawisza – minister spraw zagranicznych
- gen. bryg. Antoni Brochwicz-Lewiński – minister obrony narodowej
- gen. bryg. Tadeusz Machalski – minister skarbu (do 23 lutego 1965)[1]
- gen. bryg. Stanisław Lubodziecki – minister skarbu (kierownik) od 23 lutego 1965
- Stanisław Lubodziecki – minister sprawiedliwości
- Zygmunt Muchniewski – minister zagadnień polskiej emigracji politycznej
- Stanisław Nowak – minister wyznań religijnych, oświaty i kultury
- Józef Wnuk – minister spraw krajowych (od 2 stycznia 1964)
- Józef Wnuk – minister (do 2 stycznia 1964)
- Bohdan Wendorff – minister